# 李従茂 (潜水艦)
李従茂（イ・ジョンム、日本語読み：り じゅうも、朝鮮語：이종무、ラテン文字：Lee Jong-mu, SS-066）は、大韓民国海軍の潜水艦。張保皐級潜水艦の5番艦。艦名は李氏朝鮮の武官李従茂に由来する。

## 艦歴
「李従茂」は、大宇重工業玉浦造船所で建造され　1995年5月18日に進水、1998年に就役し、鎮海に所在する第9戦団に配備される。